# Bulbophyllum comptonii
Bulbophyllum comptonii là một loài phong lan thuộc chi Bulbophyllum.